# Marguerite Duras
Marguerite Duras, właśc. Marguerite Donnadieu (ur. 4 kwietnia 1914 w Gia Định, koło Sajgonu we francuskich Indochinach; zm. 3 marca 1996 w Paryżu) – francuska pisarka, scenarzystka i reżyserka.

## Biografia

### Dzieciństwo w kolonii
Jej rodzice zgłosili się na ochotnika do pracy w kolonii Cochinchina. Jej ojciec, Henri Donnadieu (przez niektórych nazywany „Emilem"), był dyrektorem szkoły w Gia Dinh znajdującej się wtedy w północnej dzielnicy Sajgonu, obecnie dzielnicy Binh Thanh w Ho Chi Minh. Jej matka, Marie Donnadieu-Legrand (1877-1956), była nauczycielką. Mieli troje dzieci: Pierre'a, Paula i Marguerite. Ignorując uprzedzenia rasowe i łamiąc społeczne konwenanse, dzieci bawiły się z rówieśnikami z miejscowej ludności, a nawet, w przeciwieństwie do swoich rodziców, mówiły po wietnamsku.
W celu uzyskania leczenia jej ciężko chory ojciec wyjechał do Francji kontynentalnej, gdzie zmarł 4 grudnia 1921 w wieku czterdziestu dziewięciu lat. Został pochowany na małym cmentarzu w Lévignac-de-Guyenne, niedaleko Duras, w departamencie Lot-et-Garonne.
Jego żonie udzielono urlopu pracowniczego i wróciła do Francji kontynentalnej z trójką dzieci. Przez dwa lata mieszkali w domu rodzinnym w Platier, w gminie Pardaillan, niedaleko Duras. W czerwcu 1924 roku Marie Donnadieu wyjechała z dziećmi do nowej placówki w Phnom Penh w Kambodży, jednak nie chciała zostać tam na dłużej, więc została przeniesiona do Vĩnh Long. To właśnie tam Marguerite nauczyła się gry na pianinie. Jej nauczycielka, koleżanka matki, przeprowadzała lekcje w niedbały sposób i uznała, że dziewczynka nie ma talentu. Pisarka będzie wspominać ten epizod z muzyką w Moderato cantabile. Krótko po tym, jej matkę wysłano do Sa Đéc.
W 1926 roku Marie w końcu otrzymała pierwszą wypłatę renty rodzinnej. W 1927 roku, z powodu znużenia koczowniczym życiem oraz dzięki namowom administracji kolonialnej, kupiła dla swoich synów nieużytek w wiejskim dystrykcie Prey-Nop, osiemdziesiąt kilometrów od Kampotu w Kambodży. Uprawa na tym polderze, który był regularnie zalewany przez  przypływy, nie przynosiła żądnych rezultatów z powodu zasolenia gleby, więc zrujnowana Marie, musiała wrócić do nauczania. To doświadczenie będzie miało głęboki wpływ na Marguerite  i zainspiruje ją do stworzenia wielu poruszających obrazów w jej twórczości (Tama nad Pacyfikiem, Kochanek, Kochanek z północnych Chin, L'Éden Cinéma (Kino Eden).

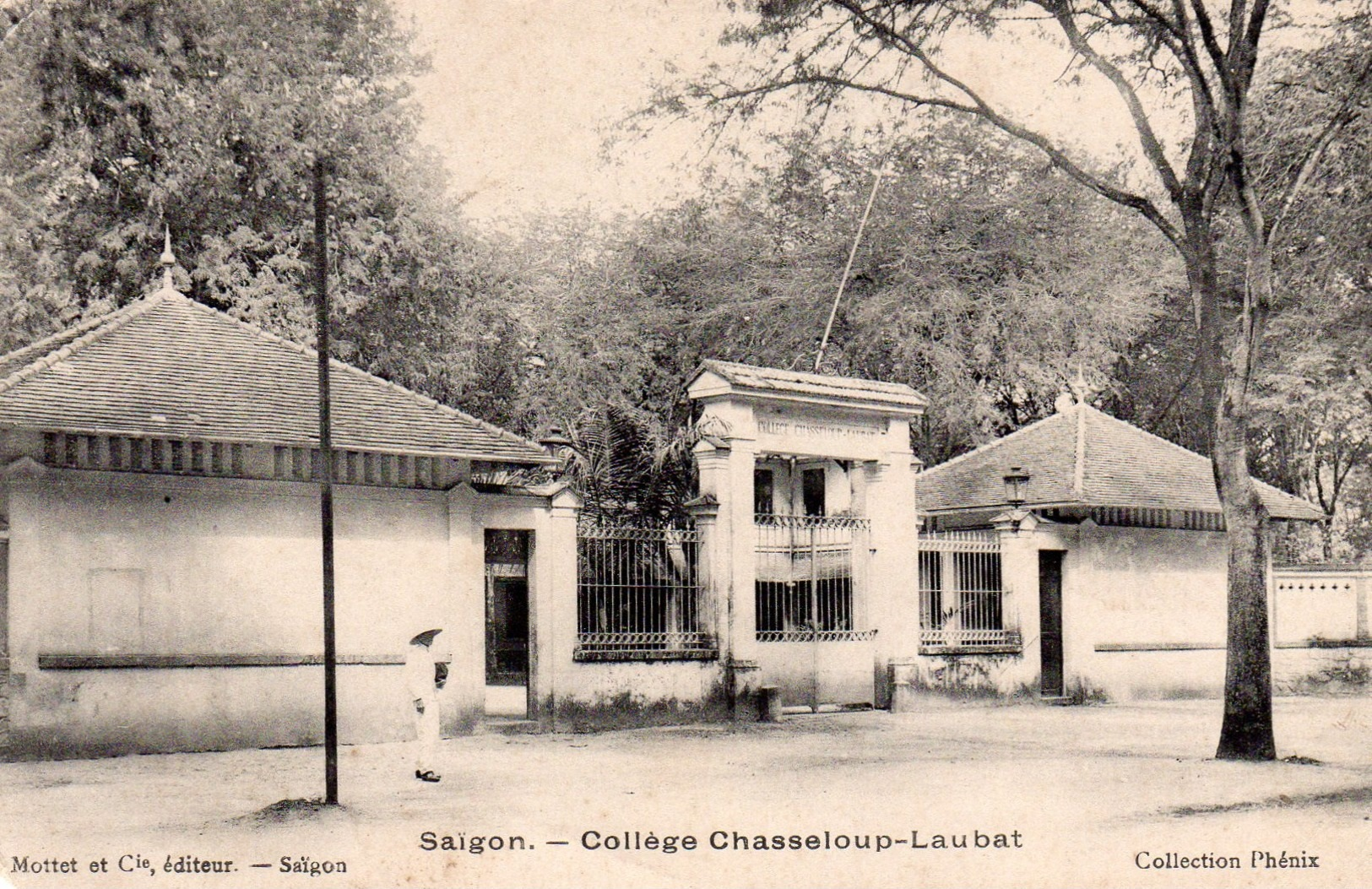
Gimnazjum Chasseloup-Laubat

W 1928 roku rozpoczęła naukę w trzeciej klasie gimnazjum, a następnie w liceum Chasseloup-Laubat w Sajgonie (obecnie liceum Lê Quý Đôn). Jej matka chciała, aby córka uczyła matematyki. Ponieważ szkoła z internatem była zarezerwowana dla chłopców, Marguerite zamieszkała na pensji przy ulicy Barbé (Lê Quý Đôn), którą prowadziła przyjaciółka jej matki.

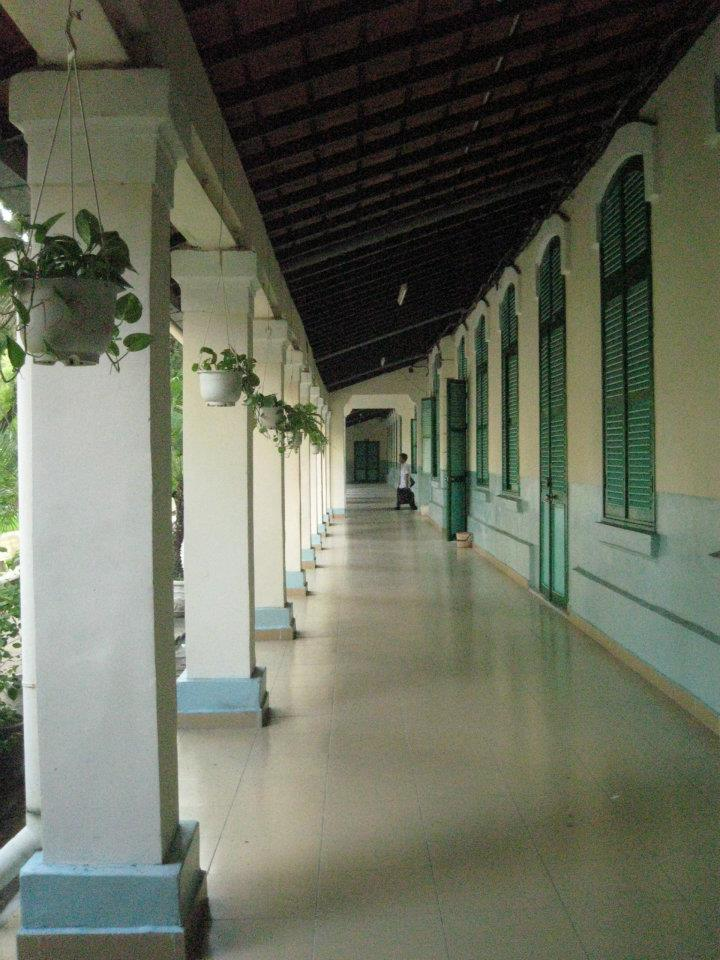
Hol liceum Lê Quý Đôn

W 1931 roku, po sprzedaży rodzinnej posiadłości w Platier, jej matka odkupiła od miasta Paryża mieszkanie przy Avenue Victor-Hugo 16 w Vanves, na południowych przedmieściach stolicy. Udzielono jej urlopu pracowniczego z powodu stanu zdrowia syna Pierre’a, uzależnionego od opium, odesłanego w 1929 r. do Paryża.
Marguerite kontynuowała naukę we Francji, w prywatnej szkole zawodowej Scientia w Auteuil, w 16 dzielnicy Paryża, pod kierunkiem Charles’a-Jérémie’go Hemardinquera. Wiosną 1932 roku Marguerite zaszła w ciążę. Aborcję zorganizowała dość zamożna rodzina młodego ojca dziecka (stąd podpisanie przez Duras w 1971 r. słynnego Manifestu 343). Zdała pierwszą część matury, wybierając jako język nowożytny język wietnamski, który opanowała perfekcyjnie już w dzieciństwie. Podczas wakacji odkryła Trouville-sur-Mer i wybrzeże Normandii, gdzie powróciła później w 1963 roku.
Pod koniec 1932 roku, po powrocie do Sajgonu, jej matka została mianowana nauczycielką w Wyższej Szkole Podstawowej dla Chłopców. Kupiła willę w dzielnicy europejskiej przy rue de la Testard 141, niedaleko liceum, a także samochód. Marguerite przystąpiła do drugiej części matury, tym razem z filozofii, w liceum Chasseloup-Laubat.
Jesienią 1933 roku, korzystając ze stypendium, młoda kobieta opuściła Indochiny na stałe na rzecz kontynentalnej Francji. Zapisała się na Wydział Prawa w Paryżu przy rue Saint-Jacques, wprowadziła się na pensję i studiowała dodatkowo matematykę, a jednocześnie uczęszcza na specjalistyczne kursy matematyczne na Wydziale Nauk Ścisłych.
W styczniu 1936 poznała Roberta Antelmego, studenta prawa, syna podprefekta pochodzącego z mieszczańskiej rodziny.
Po uzyskaniu dyplomu z prawa publicznego kontynuowała naukę na studiach prawniczych i ekonomicznych na uniwersytecie (a nie, wbrew legendzie, w École libre des sciences politiques) i uzyskała podwójny dyplom ukończenia studiów wyższych (DES) z prawa publicznego i ekonomii politycznej. Na początku czerwca 1937 roku znalazła pracę jako sekretarka w służbie informacyjnej Ministerstwa Kolonii. Robert Antelme został powołany do wojska pod koniec następnego lata. Donnadieu i Antelme pobrali się 23 septembre 1939.

### Wojna i początki pisarstwa
Wiosną 1940 roku Marguerite Donnadieu (wraz z Philippe Roquesem) została współautorką L'Empire français, zamówionej jako materiał propagandowy przez ministra kolonii, Georges'a Mandela, w której cytowany jest Jules Ferry: "Nie możemy mieszać żółtej rasy z naszą białą rasą.„ ,"Obowiązkiem rasy wyższej jest cywilizowanie rasy niższej". Twierdząc, że kolonialny reżim prawny wobec tubylców został zniesiony w Indochinach w 1903 r., ale pomijając, że Imperium pozostaje podzielone na „ obywateli " i " poddanych", stwierdza w opublikowanym w L’Illustration artykule na ten sam temat: « Nasza imperialna koncepcja jest w istocie negacją rasizmu. Francja dała wszystkim swoim zamorskim poddanym, bez rozróżnienia rasowego, takie same możliwości rozwoju i takie same nadzieje. Rdzenne nigdy nie było traktowane jako pokonane; nie tylko mamy obowiązki wobec niego, ale uznajemy jego prawa społeczne i polityczne, a przede wszystkim prawo do zdobywania nowej wiedzy. Oczywiście, nie do niego należy decyzja, kiedy będzie mógł wykorzystać swoje zdolności. Do nas należy, w odpowiednim czasie, złagodzenie naszej opieki ». Marguerite Duras później zaprzeczyła, jakoby ta książka była podpisana przez Marguerite Donnadieu. Zrezygnowała ze stanowiska w Ministerstwie Kolonii w listopadzie 1940 r. W okupowanej stolicy Robert Antelme jest zatrudniony w paryskiej kwaterze głównej policji. Marguerite jest w ciąży i rodzi martwego chłopca. W 1942 roku została mianowana sekretarzem generalnym Comité d’organisation du livre (komitet zajmujący się kontrolą książek i cenzurą w Vichy).
Para osiedliła się pod adresem rue Saint-Benoît 5, w dzielnicy Saint-Germain-des-Prés. W komitecie przewodniczyła, pod nadzorem władz niemieckich, komisji czytelników odpowiedzialnej za udzielanie pozwoleń (lub odmów) na przydziały papieru przyznawanym wydawcom zatwierdzonym przez Vichy. Właśnie tam poznała Dominique Aury i Dionysa Mascolo, który został jej kochankiem. W grudniu dowiedziała się o śmierci swojego brata Paula w Indochinach.
W 1943 roku mieszkanie pary stało się miejscem spotkań towarzyskich tak zwanej grupy Saint-Benoît Street, podczas których intelektualiści, tacy jak Jorge Semprún, dyskutowali o literaturze i polityce. Marguerite zaczęła pisać i opublikowała swoją pierwszą powieść Les Impudents. Podpisuje się nazwiskiem Duras, nawiązując do wsi, w której znajduje się dom jej ojca. Robert, Dionys i Duras nawiązują współpracę z Ruchem Oporu, zaprzyjaźniają się z François Mitterrandem, znanym jako Morland, który stoi na czele RNPG, siatki zajmującej się produkcją fałszywych dokumentów dla zbiegłych jeńców wojennych.
Marguerite Duras nigdy nie przyznała się do kolaboracji. W COIACL reprezentowała Bernarda Faÿa, wciąż nieobecnego dyrektora  i ważną postać w prześladowaniu francuskich masonów. Utrzymywała profesjonalne stosunki z profesorem filozofii i frankofilem, głównym asystentem Karla Eptinga, oddelegowanym porucznikiem - Gerhardem Hellerem. Pojawiała się w domu prohitlerowskiego pisarza Ramona Fernandeza, którego żona Betty prowadziła znakomity salon towarzyski.
11 czerwca 1944 roku jej grupa wpadła w zasadzkę. Robert Antelme został aresztowany przez Gestapo, podczas gdy Marguerite Duras uciekła. Następnego dnia po lądowaniu aliantów dowiedziała się, że jej męża zabrano do Compiègne - miejsca, z którego odjeżdżały pociągi do obozów koncentracyjnych. Roberta deportowano do Buchenwaldu, a następnie do Dachau. Marguerite miała niejasną relację z Charlesem Delvalem, agentem Gestapo, który doprowadził do aresztowania jej męża. Miała go uwieść w celu uratowania partnera.
Podczas wyzwolenia starała się doprowadzić do aresztowania Delvala, który został skazany na śmierć i stracony w lutym 1945 r. W sierpniu 1944 roku Paryż został wyzwolony. Na początku września Betty Fernandez ogoliła włosy i została internowana wraz z Marie Laurencin w Drancy przez francuską żandarmerię. 17 września Marguerite przyczyniła się do ich uwolnienia. Betty będzie postacią w Kochanku, a czystka kochanek niemieckich żołnierzy stanie się głównym tematem powieści Hiroshima mon amour.
W tym czasie pisze Cahiers de la Guerre, które będą inspiracją dla wydanego w 1985 La Douleur (Ból). Jesienią zapisuje się do Francuskiej Partii Komunistycznej, a jej nowa powieść La Vie tranquille (Spokojne życie) ukazuje się w grudniu. Wyczekiwała powrotu swojego męza. Gdy trwa wyzwolenie, w kwietniu 1945 roku Dionys, poinformowany przez Mitterranda, jedzie do obozu w Dachau, aby odnaleźć Roberta i zastaje go umierającego. Dwanaście miesięcy opieki jej i lekarza nad mężem przed śmiercią przedstawia w Bólu.

### Po wojnie
W 1945 roku założyła wraz z mężem wydawnictwo Editions de la Cité Universelle, w którym ukazały się jedynie trzy tytuły: L'An zéro de l'Allemagne (Rok zerowy w Niemczech) Edgara Morina (1946), Dzieła Saint-Justa przedstawione przez Dionysa Mascolo (1946) oraz L'Espèce humaine (Gatunek ludzki) Roberta Antelmego (1947) . Para rozwiodła się 24 kwietnia 1947. Duras poślubiła Dionysa Mascola, z którym rozstała się kilka lat później. Ich syn Jean, przezwany "Outa", urodził się 30 czerwca 1947.
Szerszej publiczności objawiła się dzięki powieści Un barrage contre le Pacifique (1950), w której pojawia się wiele wątków autobiograficznych. W latach 50. i 60. pracowała jako dziennikarka w lewicowym piśmie France-Observateur, publikowała artykuły krytykujące rasizm we Francji i francuską politykę kolonialną. 
Punktem zwrotnym w jej karierze był scenariusz filmu Hiroszima, moja miłość (Hiroshima mon amour). Film był pozytywnie przyjęty podczas Festiwalu w Cannes, Duras była nominowana do Oscara w kategorii najlepszy scenariusz.
W maju 1968, wspólnie m.in. z Maurice'em Blachotem współtworzyła komitet studentów i pisarzy, którego celem miał być „radykalny komunizm myśli”. Sprzeciwiała się polityce generała De Gaulle'a, w której widziała nacjonalistyczne wartości. Jednocześnie była mocno krytyczna wobec postawy Francuskiej Partii Komunistycznej. 
W latach 60. stworzyła liczne scenariusze filmowe, w 1969 roku postanowiła również zająć się reżyserią. Jej pierwszy film nosił tytuł Détruire, dit-elle. W latach 70. i 80. wyreżyserowała kilkanaście innych filmów.
Przez całe życie stworzyła wiele powieści, dobrze przyjmowanych przez krytykę, ale jej największym sukcesem okazała się wydana w 1984 powieść Kochanek (L'Amant), za którą otrzymała nagrodę Goncourt.
Jej twórczość obejmuje blisko 40 powieści i 10 sztuk teatralnych.  Sama wyreżyserowała 19 filmów pełno i krótkometrażowych, m.in. India Song i Les enfants.
Marguerite Duras zmarła 3 marca 1996 w Paryżu, została pochowana na cmentarzu Montparnasse.

## Twórczość
- Les Impudents, 1943
- La Vie tranquille, 1944
- Tama nad Pacyfikiem (Un barrage contre le Pacifique), 1950
- Le Marin de Gilbaltar, 1950
- Les petits chevaux de Tarquinia, 1953
- Des journées entieres dans les arbres, Le Boa, Madame Dodin, Les Chantiers, 1954
- Le Square, 1955
- Moderato Cantabile, 1958 (wyd. pol. 1998)
- Les Viaducs de la Seine et Oise, 1959
- Hiroszima, moja miłość (Hiroshima mon amour), 1960
- L'apres-midi de M. Andesmas, 1960
- Le Ravissement de Lol V. Stein, 1964
- Théâtre I: les Eaux et Forets-le Square-La Musica, 1965
- Le Vice-Consul, 1965
- L'Amante Anglaise, 1967
- Théâtre II: Suzanna Andler, Des journées entieres dans les arbres, Yes, peut-etre, Le Shaga, Un homme est venu me voir, 1968
- Détruire, dit-elle, 1969
- Abahn Sabana David, 1970
- L’Amour, 1971
- „Ah! Ernesto”, 1971
- India Song, 1973
- Nathalie Granger, La Femme du Gange, 1973
- Le Camion, Entretien avec Michelle Porte, 1977
- L'Eden Cinéma, 1977
- Le Navire Night, Cesarée, les Mains négatives, Aurélia Steiner, 1979
- Vera Baxter ou les Plages de l'Atlantique, 1980
- L’Homme assis dans le couloir, 1980
- L'Eté 80, 1980.
- Les Yeux verts, 1980
- Agatha, 1981
- Outside, 1981
- L’Homme atlantique, 1982
- Savannah Bay, 1982
- La Maladie de la mort, 1982
- Théâtre III: La Bete dans la jungle, Les Papiers d’Aspern, La Danse de mort, 1984
- Kochanek (L'Amant), 1984 (wyd. pol. 1989)
- La Douleur, 1985
- La Musica deuxieme, 1985
- Les Yeux bleus Cheveux noirs, 1986
- La Pute de la côte normande, 1986
- La Vie matérielle, 1987
- Emily L., 1987
- La Pluie d'été, 1990
- Kochanek z Północnych Chin (L'Amant de la Chine du Nord), 1991 (wyd. pol. 1995)
- Pisać (Ecrire), 1995